# 上条上杉家
上条上杉家（じょうじょううえすぎけ）は、室町時代に発生した上杉氏の支族。江戸時代には上杉姓を名乗り、旗本となる。単に上条氏とも言われる。
戦国時代（室町時代）の居城は上条城（じょうじょうじょう・現新潟県柏崎市）。

## 発生と展開
越後守護上杉房方の子、上杉清方が上条城に在って上条上杉を称したのが始まりである。清方は永享の乱の後、引退した兄の憲実の代わりに関東管領代行を務めた他、山内上杉家を継承したとされる。続く結城合戦においては、持氏の子の春王丸・安王丸を捕縛、京に護送し、結果的に死地へ追いやった。清方はその後まもなく急死する。一説には自責の念のため自刃したという。なお、清方の子の上杉房定は越後守護となり、清方の孫の上杉顕定は関東管領に就任している。上条家自体も清方の子孫により存続した。

## 衰退・断絶と復活

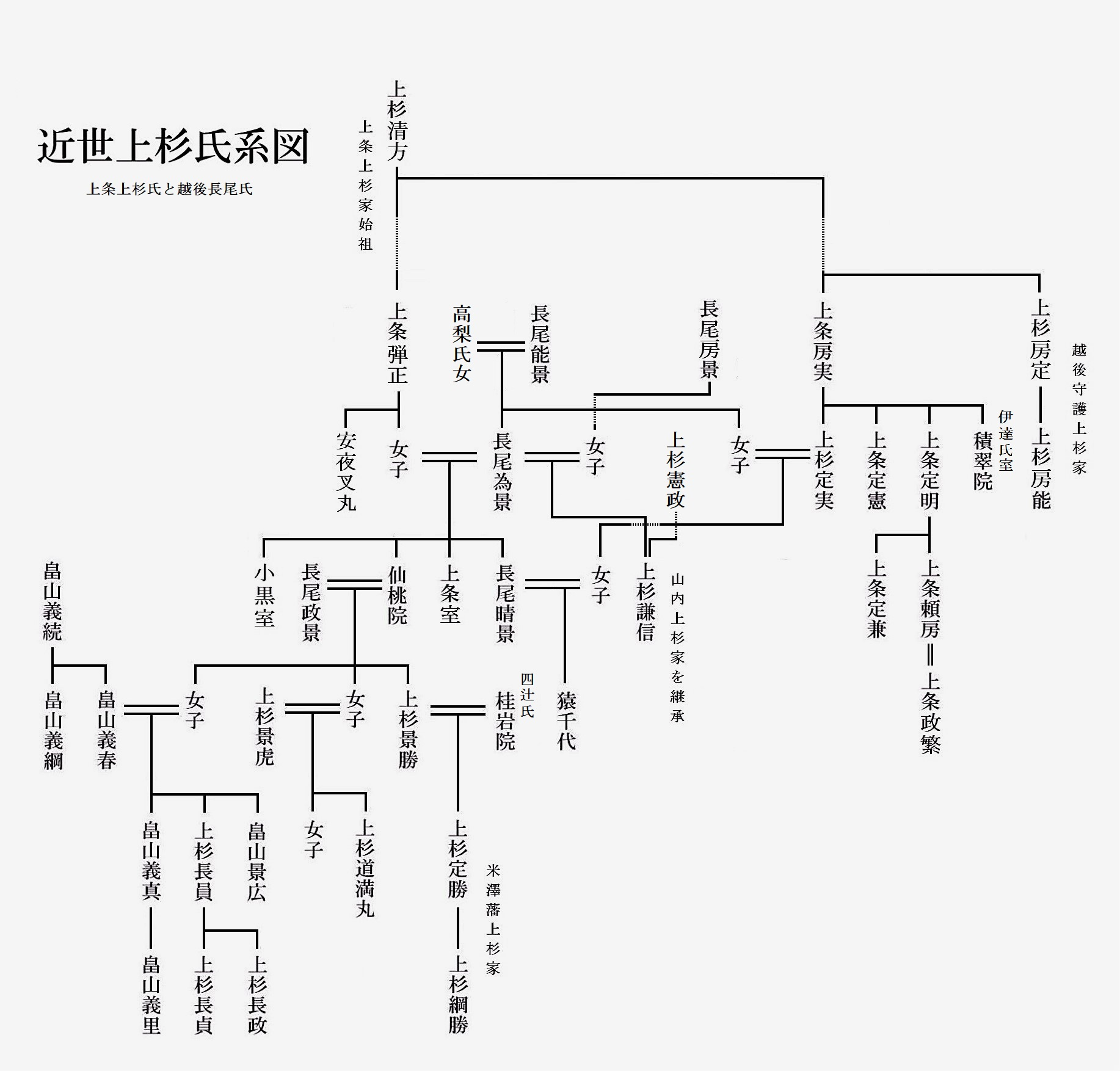
戦国時代（上条上杉氏・越後長尾氏の婚姻関係）から江戸時代初期（米澤上杉氏）にかけての上杉氏系図。

森田真一によれば、上条上杉家は遅くとも長禄年間には淡路守系（上条房実系）と播磨守系に分かれていたという。さらに上条定明など上条十郎を名乗る古志郡の系統（古志上条家）も別に存在したとされる。
戦国時代初頭の定実に至り、長尾為景に擁立されて房能・顕定を滅ぼし越後守護を継ぐ。しかし、定実には継嗣がおらず、伊達氏からの養子を迎えることを画策するも天文の乱により果たせず、そのまま断絶した。また、定実の実家である上条家においては、上条定憲の反長尾活動（上条の乱）が知られるが、定憲の後、一名を置いて上条政繁が家督を継いだ。
政繁は、後に関東管領を継承した上杉輝虎の計らいで、能登畠山氏（足利氏一門で、上杉家の外戚にあたる）から畠山義春を養子として迎えている。政繁・義春は1586年頃に上杉家を出奔し、義春は畠山氏に復姓している。上条上杉家は義春の次男上杉長員が継承し、後に江戸幕府の旗本となった。当初の知行は1,490石だったと云われる。
しかし、上杉義陳の時に男系の血統が絶え、親戚の高家畠山氏（義春の三男・義真の血統）から知義、伊予吉田藩伊達氏から義枝を養子に迎えた。以降は伊達政宗の長男・秀宗の男系子孫として続いている（また、義枝の嫡男である義寿は知義の娘を母に持つため、同時に義春の血も引いている）。
なお、上杉謙信の実姉・仙洞院の生母は上条上杉弾正少弼の娘であるため、旗本・上杉長員と米沢藩初代藩主・上杉景勝は、母系で上条氏の血を引いていることになる。